# Улица Годовикова (Москва)
У́лица Годовико́ва — улица на севере Москвы, в Останкинском районе Северо-Восточного административного округа, между Мурманским проездом и Звёздным бульваром.

## История
Улица образовалась как проезд вдоль железнодорожной ветки (отсюда изгиб улицы), соединявшей Октябрьскую железную дорогу с путями Рижского направления Московской железной дороги. Во второй половине XX века пути были убраны. Похожим образом образовалась Веткина улица.
Переименована в 1965 году в честь Героя Советского Союза, командира взвода С. К. Годовикова (1924—1943), геройски погибшего в 1943 году при форсировании Днепра. Прежнее название с начала XX века — Малая Марьинская улица — по находившейся вблизи деревне Марьино.

## Расположение
Улица Годовикова начинается от Мурманского проезда, проходит на север параллельно Большой Марьинской улице, пересекает Широкий проезд, Узкий переулок, постепенно поворачивает на северо-запад, пересекает улицу Бочкова и выходит на Звёздный бульвар.
Между Узким переулком и улицей Бочкова находится комплекс завода «Калибр».

## Учреждения и организации
- Дом 4 — лингвистическая гимназия № 1531;
- Дом 6 — Управление федеральной государственной службы занятости населения по Москве: Центры занятости населения: СВАО, Останкинский район;
- Дом 7А — Мостеплоэнерго, предприятие № 2; Московская объединенная энергетическая компания (МОЭК), филиал № 3 СВАО, диспетчерская;
- Дом 16А — школа № 287;
- Дом 18 — детский воспитательно-образовательный комплекс «Пенаты»;
- Дом 9 — завод «Калибр»; ИПФ «Робокон»; СМУ-151; студия «Солнечный дом»; ООО «Комплекс-Бар»;
- Дом 9, строение 3 — Особое конструкторское бюро средств автоматизации;
- Дом 9, строение 25 — Международный славянский институт; ООО «Центр Полимеров-М»; ООО «Агентство Демиург».